# Kailahun
Kailahun ist eine Stadt im Osten von Sierra Leone nahe der Grenze zu Guinea und Liberia. Sie ist Hauptort des Distrikts Kailahun und liegt im Chiefdom Luawa in der Eastern-Provinz. Die Stadt liegt 293 Kilometer nordöstlich von Freetown.

## Bevölkerung
Die Bevölkerung besteht aus den Kissi und zugewanderten Mende. Bei den Volkszählungen wurden 1963 5419, 1974 7184 und 1985 9054 Bewohner ermittelt. Beim letzten Zensus im Jahr 2004 wurden 13108 Einwohner gezählt.

## Wirtschaft
Kailahun ist ein regionales Zentrum und daher Markt und Umschlagplatz für Vieh, Kakao und Kaffee.